# Borgring
Borgring (auch Borrering oder Vallø Borgring – nicht zu verwechseln mit dem Troldborg Ring im Vejle Ådal) ist eine wikingerzeitliche Ringburg nahe der Stadt Køge auf der dänischen Insel Seeland.
Erste Ausgrabungen fanden 1971/72 statt. Zunächst wurde die Anlage aufgrund von Bodenfunden in die Eisenzeit datiert, im Jahr 2014 ergaben Ausgrabungen und dendrochronologische Untersuchungen eine Datierung auf das 10. Jahrhundert. Damit könnte sie in der Regierungszeit von Harald Blauzahn oder seinem Vorgänger oder Nachfolger errichtet worden sein. Seit 2023 gehört Borgring als Teil der Stätte "Ringburgen des Wikingerzeitalters" zum UNESCO-Weltkulturerbe.

## Lage und Ausführung
Die Wikingerburg wurde auf einem Hügel an einem bis ins Mittelalter schiffbaren Fjord angelegt. Die kreisrunde Wallanlage weist einen Außendurchmesser von 145 Metern auf, der Wall erreichte eine Breite von etwa 11,0 Metern und wurde von einer Palisade gekrönt. Mit v-förmigen Gräben und vier Toren (zwei davon freigelegt) ausgestattet, entspricht Borgring dem „Typ Trelleborg“.
Die Archäologen Nanna Holm vom dänischen Zentrum für Burgenforschung und Søren M. Sindbæk von der Universität Aarhus analysierten im Jahr 2013 neue präzise Lasermessungen (LiDAR Scans) eines Geländes, von dem sie annahmen, dass es ein Kandidat für eine wikingerzeitliche Burganlage sein könnte. Sindbæk, der vor allem zur Wikingerburg Aggersborg forscht, hatte schon zuvor die These vertreten, dass eine weitere Anlage auf der Insel Seeland bislang unentdeckt war. Bei Lellinge schien die richtige Stelle in der Landschaft zu sein: Holm wies auf einen Platz, an dem sich zwei alte Hauptrouten vereinigten und im Flusstal der Køge Å in Richtung eines zur Wikingerzeit schiffbaren Fjords und einem der besten natürlichen Häfen Seelands verliefen.
Im Sommer 2014 untersuchten Sindbæk und Holm, unterstützt von Helen Goodchild von der Universität York in England, die fast unsichtbare Erhebung. Sindbæks Annahme ließ sich schließlich geophysikalisch bestätigen: mit Goodchilds gradiometrischer Messung mit dem Magnetometer wurden die archäologischen Strukturen des Walles erfasst. Innerhalb weniger Tage entstand ein detailliertes Computermodell, das den Archäologen half, gezielte Grabungen festzulegen. Die Grabungen bestätigten den kreisrunden Wallrest, eine stabile Holzverkleidung entlang der Front und massive Holztore. Zwei der Tore wurden von den Archäologen freigelegt. Dabei wurde festgestellt, dass sie durch Brand zerstört wurden: Am Nordtor fanden sich massive verkohlte Eichenpfosten.

## Datierung
Borgring wurde mittels C14-Methode ins 10. Jahrhundert datiert. Die verwendeten Proben stammen von den äußersten Baumringen der verkohlten Eichenpfosten des Nordtores. Die Ergebnisse beider Proben sind nahezu identisch: Die Burganlage wurde im Zeitraum von 900 bis zum Beginn des 11. Jahrhunderts erbaut. Die C14-Datierung wurde vom AMS 14C-Datierungszentrum an der Fakultät für Physik und Astronomie der Universität Aarhus in Dänemark vorgenommen, in enger Zusammenarbeit mit den Accium Biosciences Laboratorien in Seattle in den USA.

## Namensfindung
Die Benennung archäologischer Fundstätten nimmt in Dänemark jene Forschungseinrichtung vor, die mit der archäologischen Ersterschließung betraut ist. Der Fundort trägt seit dem 19. Jahrhundert den Gemarkungsnamen Borgerring/Borgring; da er heute zum Eigentum des Stiftes Vallø gehört, wurde Vallø Bestandteil des Namens. Die nahe Ortschaft Lellinge wünschte ebenso, Erwähnung zu finden, wie die Kommune Køge; beide fanden jedoch kein Gehör.
Die dänische Denkmalbehörde entschied nach gründlicher Recherche alter Karten und Datenbanken den Streit um einen örtlichen Namenszusatz. Seit Oktober 2014 ist als Name der neu entdeckten Wikingerburg Borgring festgelegt. Der kurze einfache Name sei korrekt und passe, so die Behörde, zu den Namen der anderen Wikingerburgen.

## Forschungsgeschichte
Die ursprüngliche Flurbezeichnung Borrering verrät, dass die Existenz des Ringwalls noch im 19. Jahrhundert bekannt war. Sie wurde bereits 1682 auf einer Katasterkarte von König Christian V. verzeichnet. Auch auf einer Karte von Lellingegaard aus dem Jahr 1805 findet sie sich. Sophus Müller, ein dänischer Prähistoriker, der die Altertümer Dänemarks systematisch zu erfassen begann, verzeichnete die Flur noch im 19. Jahrhundert. Allerdings weichen die bezeichnete Flur und der tatsächliche Fundort einige hundert Meter voneinander ab, weil die exakte Lage für Zeitgenossen im Gelände bereits nicht mehr erkennbar war.
Von 1971 bis 1972 leitete Thorskild Ramskou vom Dänischen Nationalmuseum die Ausgrabungen. Eine exakte Datierung der Wallanlage selbst war damals noch nicht möglich. Die vorgefundenen Spuren von Besiedlung und Verfüllung wurden in die frühe römische Kaiserzeit datiert (1.–3. Jahrhundert).
Etwa vierzig Jahre später fiel Sindbæk während der Arbeit an einem Buch zur Aggersborg auf, dass die Lage der anderen Wikingerringburgen einem klaren Muster folgt: Die Fundplätze der Burgen des Typs Trelleborg sind in der Regel einen Tagesmarsch, etwa 30–40 Kilometer, voneinander entfernt. Das ließ darauf schließen, dass es eine bisher unbeachtete Burganlage im Osten der Insel Seeland geben musste. Im Mai 2013 nahmen Holm und Sindbæk die Suche auf, und tatsächlich liegt die wiederentdeckte Anlage Borgring in der anzunehmenden Entfernung von der Trelleborg bei Slagelse.
Mitte September 2014 wurde mit Ausgrabungen begonnen. Die Untersuchungen des dänischen Zentrums für Burgenforschung sowie der Universität Aarhus, unterstützt durch Helen Goodchild von der Universität York, ergaben, dass Borgring in das 10. Jahrhundert zu datieren ist. Auch wurden Überreste niedergebrannter Tore festgestellt, die möglicherweise auf kriegerische Auseinandersetzungen zurückzuführen sind.
Weitere Ausgrabungen fanden von 2015 bis 2018 statt. Dabei wurde u. a. festgestellt, dass im Unterschied zu anderen Burgen des Trelleborg-Typs im Burginneren keine Gebäude standen.

## Besucherzentrum
Es wurde ein Besucherzentrum mit einer Aussichtsplattform und einem Nachbau der Wallanlage errichtet. Vor Ort vermittelt eine Smartphone-App weitere Eindrücke. Das Besucherzentrum ist im Sommerquartal (Juni, Juli und August) täglich zwischen 10 und 16 Uhr geöffnet. Der Besucherparkplatz liegt am Ringstedvej 150, 4600 Køge.
Ab 2021 blieb das Besucherzentrum geschlossen. Im Frühjahr 2024 soll es wiedereröffnet werden.